# Plataforma de la Sonda

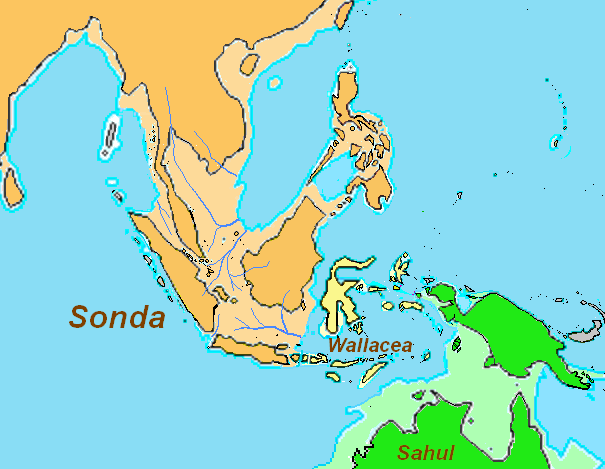
Plataforma e islas de la Sonda en contraposición a la geografía durante el Pleistoceno.

La plataforma de la Sonda es la extensión hacia el sur de la plataforma continental del Sureste Asiático. Las principales masas de tierra sobre la plataforma son la península de Malaca y las islas de Sumatra, Borneo, Java, Madura y Bali, además de las islas más pequeñas circundantes. Cubre un área de aproximadamente 1 850 000 km². La profundidad del océano sobre la plataforma, raramente excede los 50 metros y extensas áreas tienen menos de 20 metros lo que ocasiona una fuerte fricción del fondo e intensa fricción por las mareas. La plataforma de la Sonda se separa de las Filipinas, Célebes e islas menores de la Sonda, por abismos submarinos de alto gradiente de inclinación.
Biogeográficamente, Sondalandia es un término para referirse a esta región del Sureste Asiático, el cual incluye las áreas de plataforma continental de Asia que estuvieron expuestas durante la última edad de hielo. Sondalandia incluye la península de Malaca de Asia continental, las islas de Borneo, Java, Sumatra y las islas circundantes. Los abismos submarinos que marcan el límite oriental de Sondalandia se identifican biogeográficamente como la línea de Wallace, descrita por Alfred Russel Wallace, la cual marca el límite oriental de la fauna de mamíferos terrestres de Asia y el límite de las ecozonas Indomalaya y australasiana. 
La plataforma es el resultado de milenios de actividad volcánica y erosión de la masa continental asiática, y la acumulación de sedimentos en sus bordes al mismo tiempo que los niveles del mar subían y bajaban de nuevo.
Los lechos marinos entre las islas ocupan cursos de ríos antiguos que se caracterizan por su baja actividad sísmica, escasas anomalías en la isostasia gravitacional y ausencia de actividad volcánica excepto en Sumatra, Java y Bali, al cuales, al mismo tiempo que hacen contacto con la plataforma de la Sonda, pertenecen geológicamente al sistema orogénico reciente, el arco de Sonda. Durante las glaciaciones, la disminución del nivel del mar expuso grandes planicies marítimas de la plataforma de la Sonda. El incremento en el nivel del mar durante un periodo de deshielo pudo variar tanto como 16 metros en 300 años.
El nivel del mar actual ha sumergido el sistema del río Molengraaf, originado en el Pleistoceno; un sistema de tres grandes ríos sumergidos que drenaban Sundaland, durante el último máximo glacial, desde hace 20 000−18 000 años. Generalmente, los paleo-ríos son extensiones de los cursos de agua existentes actualmente y pueden ser deducidos siguiendo el curso descendente pendiente abajo. Durante la etapa más seca del Pleistoceno, las cuencas formaron Borneo occidental y Sumatra se drenaba por medio del gran río de la Sonda, el cual se originaba entre la isla de Belitung y Borneo fluyendo en dirección noreste entre la islas Natuna. El norte de Java el sur de Borneo se drenaan en dirección este el sur de Borneo y Java.
Al este de la plataforma de la Sonda, se encuentra la plataforma continental Sahul. Separando estas dos regiones de aguas someras se encuentra Wallacea, la cual contiene Célebes y los miles de pequeñas islas que conforman Nusa Tenggara y las islas Maluku. Dentro de Wallacea yacen algunas de las mayores profundidades marinas del mundo, con profundidades de hasta 7000 m. Entre Bali y Lombok, y Borneo y Célebes, pasa Wallacea, marcada por una zona de transición de flora y fauna descrita por Alfred Russel Wallace. La compleja formación de las islas de la plataforma de la Sonda y de los cambiantes puentes terrestres con el continente asiático, específicamente el sureste de Asia, ha producido un alto grado de endemismo y discontinuidades en la distribución local.
La exposición de la plataforma de la Sonda durante los cambios globales del nivel del mar, tiene efectos sobre la variaciones del fenómeno de El Niño.